# Геркюліз (Каліфорнія)
Геркюліз (англ. Hercules) — місто (англ. city) в США, в окрузі Контра-Коста штату Каліфорнія. Населення — 26 016 осіб (2020).

## Географія
Геркюліз розташований за координатами 38°1′17″ пн. ш. 122°17′20″ зх. д. / 38.02139° пн. ш. 122.28889° зх. д. (38.021425, -122.288924).  За даними Бюро перепису населення США в 2010 році місто мало площу 47,08 км², з яких 16,07 км² — суходіл та 31,01 км² — водойми. В 2017 році площа становила 51,76 км², з яких 16,60 км² — суходіл та 35,16 км² — водойми.

### Клімат
| Клімат : Геркюліз       | Клімат : Геркюліз | Клімат : Геркюліз | Клімат : Геркюліз | Клімат : Геркюліз | Клімат : Геркюліз | Клімат : Геркюліз | Клімат : Геркюліз | Клімат : Геркюліз | Клімат : Геркюліз | Клімат : Геркюліз | Клімат : Геркюліз | Клімат : Геркюліз | Клімат : Геркюліз |
| Показник                | Січ.              | Лют.              | Бер.              | Квіт.             | Трав.             | Черв.             | Лип.              | Серп.             | Вер.              | Жовт.             | Лист.             | Груд.             | Рік               |
| Абсолютний максимум, °C | 24,4              | 31,1              | 29,4              | 34,4              | 37,8              | 41,1              | 36,7              | 36,7              | 41,7              | 37,8              | 30,0              | 28,3              | 41,1              |
| Середній максимум, °C   | 13,9              | 16,1              | 17,2              | 18,9              | 20,0              | 21,7              | 21,1              | 21,7              | 22,8              | 22,2              | 17,8              | 13,9              | 18,9              |
| Середній мінімум, °C    | 6,1               | 7,2               | 8,3               | 8,9               | 10,6              | 12,2              | 12,8              | 13,3              | 13,3              | 11,7              | 8,9               | 6,1               | 10,0              |
| Абсолютний мінімум, °C  | −2,8              | −2,2              | 0,6               | −0,6              | 3,3               | 6,1               | 6,7               | 6,7               | 7,8               | 5,0               | 1,1               | −4,4              | −4,4              |
| ----------------------- | ----------------- | ----------------- | ----------------- | ----------------- | ----------------- | ----------------- | ----------------- | ----------------- | ----------------- | ----------------- | ----------------- | ----------------- | ----------------- |
| Джерело:                |                   |                   |                   |                   |                   |                   |                   |                   |                   |                   |                   |                   |                   |

## Демографія
Згідно з переписом 2010 року, у місті мешкало 24 060 осіб у 8115 домогосподарствах у складі 6296 родин. Густота населення становила 511 особа/км².  Було 8553 помешкання (182/км²).
Расовий склад населення:
| - 45,5 % — азіатів - 22,0 % — білих - 18,9 % — чорних або афроамериканців - 0,4 % — вихідців з тихоокеанських островів - 0,4 % — корінних американців - 6,5 % — осіб інших рас |

До двох чи більше рас належало 6,2 %. Частка іспаномовних становила 14,6 % від усіх жителів.
За віковим діапазоном населення розподілялося таким чином: 22,8 % — особи молодші 18 років, 66,7 % — особи у віці 18—64 років, 10,5 % — особи у віці 65 років та старші. Медіана віку мешканця становила 39,0 року. На 100 осіб жіночої статі у місті припадало 90,1 чоловіків;  на 100 жінок у віці від 18 років та старших — 86,0 чоловіків також старших 18 років.
Середній дохід на одне домашнє господарство  становив 111 507 доларів США (медіана — 101 018), а середній дохід на одну сім'ю — 121 993 долари (медіана — 113 658). Медіана доходів становила 66 348 доларів для чоловіків та 59 517 доларів для жінок. За межею бідності перебувало 5,1 % осіб, у тому числі 5,2 % дітей у віці до 18 років та 3,2 % осіб у віці 65 років та старших.
Цивільне працевлаштоване населення становило 13 154 особи. Основні галузі зайнятості: освіта, охорона здоров'я та соціальна допомога — 26,0 %, науковці, спеціалісти, менеджери — 13,9 %, роздрібна торгівля — 10,7 %, фінанси, страхування та нерухомість — 9,1 %.